# Echinos (Thrakien)

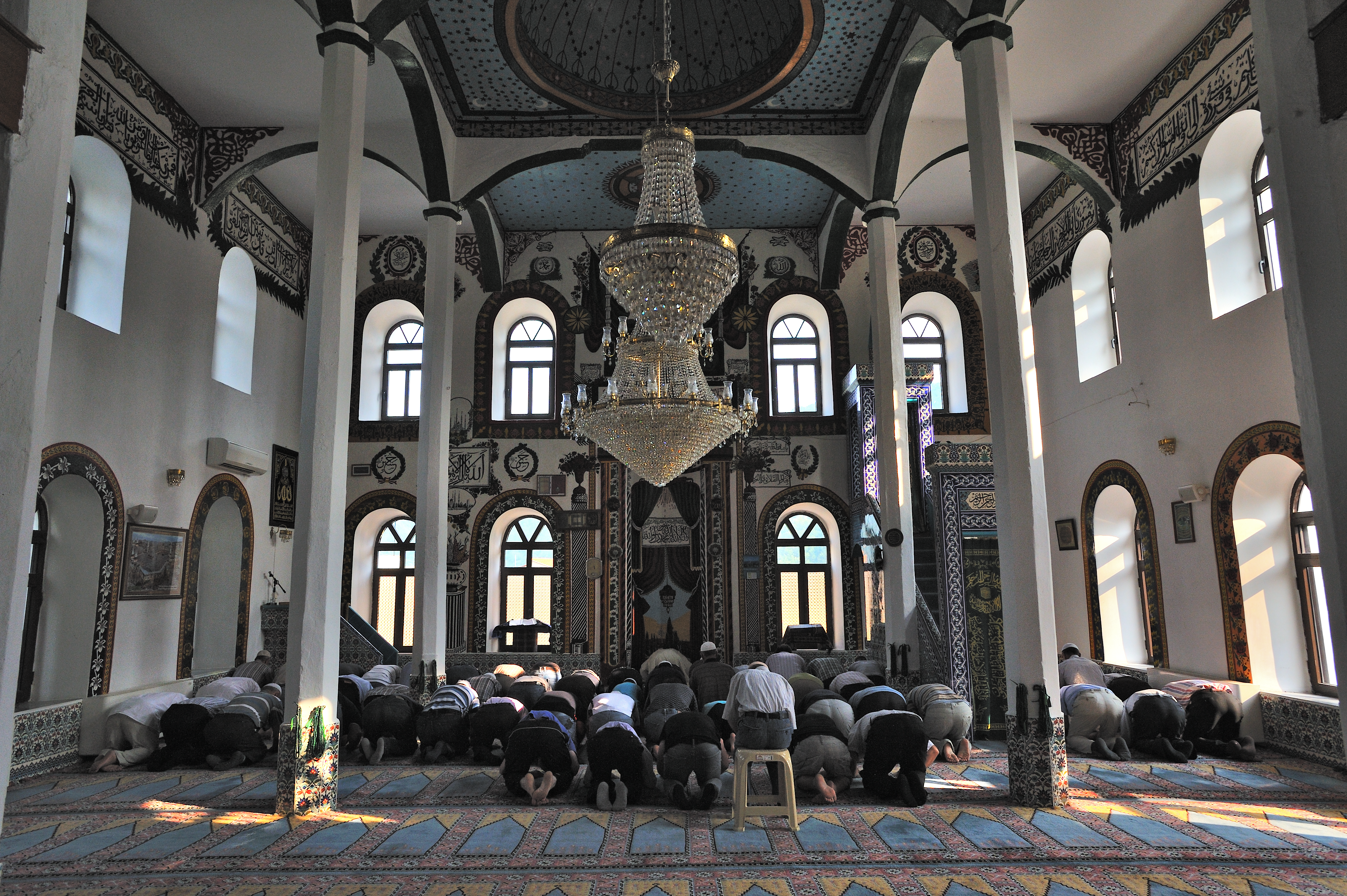
Gebetsraum der Grünen Moschee in Echinos.

Echinos (griechisch Εχίνος (m. sg.), bulgarisch Шахин, türkisch Şahin) ist eine Kleinstadt der Gemeinde Myki in der griechischen Region Ostmakedonien und Thrakien. Gemeinsam mit dem Dorf Melivia bildet sie den Stadtbezirk Echinos (Δημοτική Κοινότητα Εχίνου Dimotikí Kinótita Echínou) mit 3074 Einwohnern (2011).

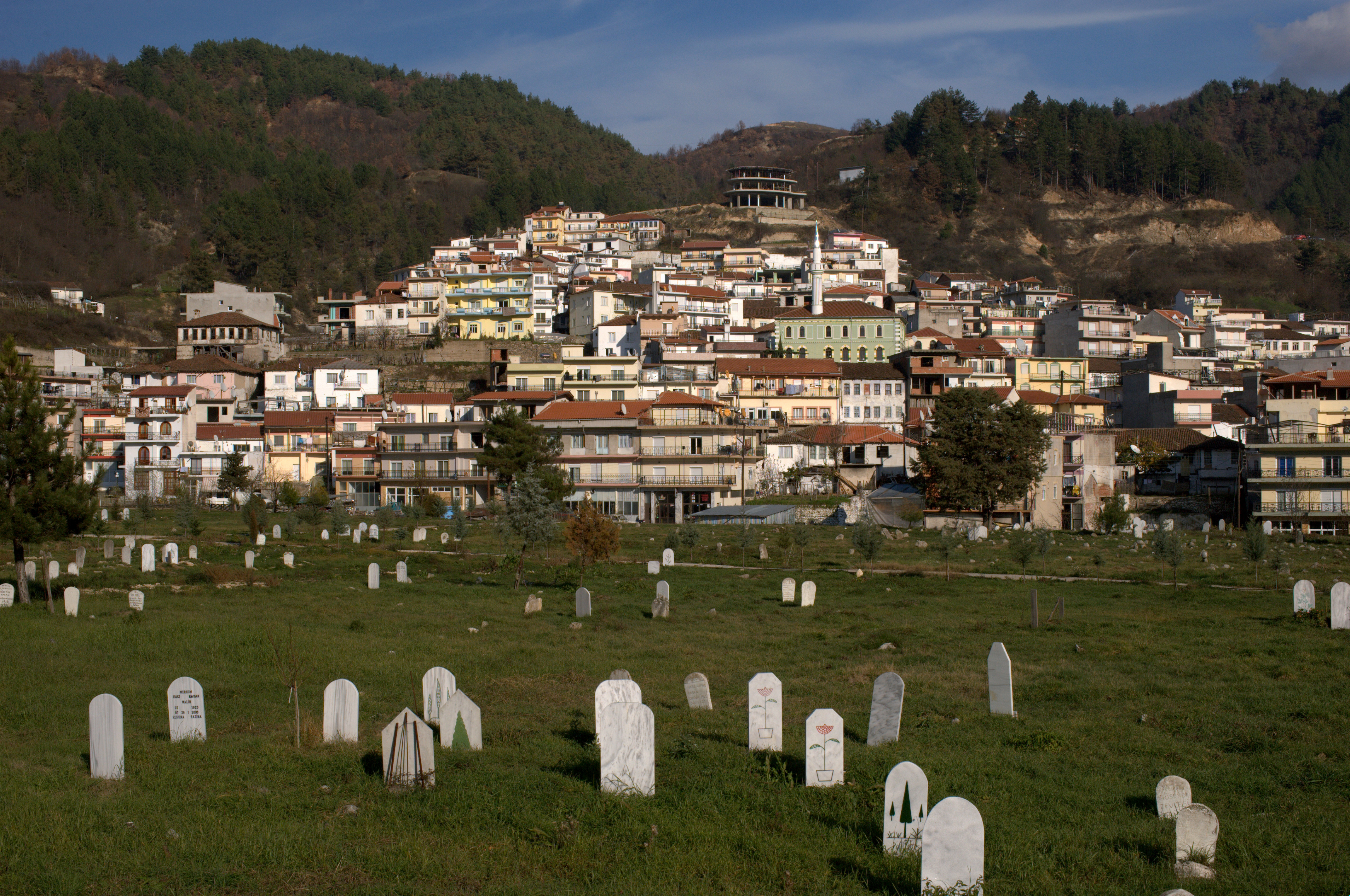
Panorama von Echinos.

Echinos liegt in den östlichen Rhodopen auf ca. 340 Metern Höhe am Flüsschen Xeró und ca. 11 km entfernt von der Staatsgrenze beim Grenzübergang Slatograd-Thermes zu Bulgarien und 17 km nordnordöstlich der Stadt Xanthi. Echinos ist ein Zentrum der Pomaken, einer muslimischen Minderheit. Die Bewohner sprechen den pomakischen Dialekt, griechisch und türkisch. Es gibt in dem Ort mit 2486 Einwohnern drei Moscheen, einen Markt und eine Gesundheitsstation und so bildet Echinos das wirtschaftliche Zentrum der bergigen Gegend. Haupterwerbsquelle war früher der Anbau von Tabak. Viele Männer des Ortes sprechen etwas deutsch, da sie häufig als Gastarbeiter in Deutschland arbeiten oder früher dort tätig waren.